# Seks idyller for piano
Seks idyller for piano is een verzameling composities van Agathe Backer-Grøndahl.  Deze zes idylles voor piano werden op 20 december 1888 uitgegeven door Warmuth Musikforlag (nr. 1373). Tegelijkertijd verschenen Trois etudes pour piano en Blomstervignetter. Deze twee bundels werden twee dagen later besproken door componist/dirigent Otto Winter-Hjelm, doch de zes idylles werden daarbij niet besproken. Hij dorst het kennelijk niet aan om een werk dat aan hem was opgedragen te bespreken. 
De zes idylles zijn:
1. in allegretto leggiero in Bes majeur in 2/4-maatsoort
2. in allegro in F majeur in 4/4/-maatsoort
3. in andante expressivo in d mineur in 12/8-maatsoort
4. in allegretto gigoco in A majeur in 2/4-maatsoort
5. in allegretto tranquillo in g mineur in 4/4/-maatsoort
6. in allegretto grazioso in f majeur in /4/4-maatsoort

Het is niet bekend of de componiste deze werkjes zelf heeft uitgevoerd tijdens een van haar vele concerten.